# たがわ靖之
たがわ 靖之（たがわ やすゆき、本名：田川 靖、1946年11月27日 - 2000年9月1日）は、日本の漫画家。代表作は「包丁無宿」。

## 略歴
1946年、熊本県熊本市に生まれる。漫画家を目指し高校卒業後上京、横山まさみちのアシスタントとなる。翌年、貸本漫画『あぁ青春特別号「初恋」』（横山プロ）で貸本漫画デビュー。1974年、『週刊漫画ゴラク』掲載「黄金大作戦」で一般漫画誌デビュー。同年、『土曜漫画』に「セックス・リベンジャー」を連載開始。
1976年、『週刊少年サンデー』に史村翔原作で寿司をテーマにした読み切り料理マンガ「命にぎり」を執筆。その後の1978年に『週刊漫画TIMES』に「鉄火の巻平」を連載。以降、劇画誌で料理漫画を中心に執筆。
代表作となる「包丁無宿」は『別冊漫画ゴラク』誌上において、10年以上にわたって連載された。その後、引き続き続編の『新・包丁無宿』を連載するも、体調不良により休載となった。
2000年9月4日、埼玉県鶴ヶ島市の住居兼仕事場だったマンションに出勤してきたアシスタントが、布団の上で仰向けになって亡くなっているたがわを発見。死因は急性心停止で、9月1日頃に亡くなったと推定された。53歳没。

## 作品リスト
- セックス・リベンジャー（原作：牛次郎、全1巻）
- トラックボーイ（原作：牛次郎、全1巻）
- 鉄火の巻平（全8巻、ワイド版全3巻）
- 庭師一代（全1巻）
- あばれん坊（原作：仲村雅彦、全3巻） ※連載時の題名は『男純情』だった
- 勝手に膳次郎（全1巻）
- おひかえなすって（全3巻）
- パチンカー血風録（全6巻）
- パチンカー血風録2（全1巻）
- 夜の料理人（全2巻）
- 包丁無宿（全45巻、愛蔵版全5巻）
  - 新・包丁無宿（全5巻） ※連載は完結したが、5巻より後の数十話分が未刊行
- 包丁無宿勝負旅（作・画：土山しげる、全4巻） ※「原案協力」クレジット
- 味極道料平（全3巻）
- 満天握り月太郎